# Mário Gil Fernandes
Pour les articles homonymes, voir Fernandes.
Mário Gil Fernandes, né le 25 avril 1982, à Funchal, au Portugal, est un joueur portugais de basket-ball. Il mesure 1,75m et évolue au poste de meneur.
Actuellement il joue au Portugal, en 1re division portugaise la Ligue UZO avec l'équipe de Lisbonne, Benfica.

## Palmarès
- 2013/2014 - Champion du Portugal avec le SL Benfica
- 2011/2012 et 2009/2010 - Coupe du Portugal avec le CAB Madère

## Sélection Nationale
- Participation à l'Eurobasket 2007 en Espagne.